# Ruaidrí Ua Conchobair
Ruaidrí Ua Conchobair (Tuam ? -Cong, 1198) en anglès Rory O'Connor rei de Connacht al segle xii i últim Gran rei d'Irlanda. Fill de Toirdelbach Ua Conchobair (en anglès Turlough O'Connor), va regnar a Connacht entre 1151 i 1154, reemplaçat per Muirchertach MacLochlainn.
El 1156, Ruadidrí va ascendir al tron de Connacht i, deu anys més tard, igual que el seu pare, va obtenir el títol de Gran rei. Els seus enfrontaments amb  Diarmait Mac Murchada, rei de Leinster, van proporcionar als normands el pretext per a la invasió de l'illa. Ruadidrí va intentar expulsar els invasors, però va ser rebutjat i mantingut més enllà del riu Shannon. Va persistir en la seva oposició a Enric II d'Anglaterra fins a 1175, any en què, mitjançant la signatura del  Tractat de Windsor, va mantenir Connacht sota el seu control com a vassall d'Enric II i se li va reconèixer com Senyor de tots els reis irlandesos; a canvi es va comprometre a pagar un tribut anual.
Ruaidrí es va instal·lar aleshores a Tuam, on va romandre fins al 1184 i després, a l'abadia de Cong, on va romandre fins al 1186, data en què el seu fill Conchobar Máenmaige Ua Conchobhair (en anglès, Connor O'Connor) el va deposar i el va expulsar a la província de  Munster.
A la mort de Conchobar, el clan de Sil-Murray es va oferir a ocupar novament el tron, però no va tenir gaire d'èxit perquè apareix novament el 1191 reclutant tropes a Tyrconnell,  Tyrone, Regne de Meath i Munster per recuperar el regne de Connacht, que per aquestes dates estava a les mans del seu germà Cathal Crobhdearg Ua Conchobair (en anglès Cathal O'Connor). Encara que no va tenir èxit, va rebre en compensació els senyorius de Tir Fiachrach i de Kinelea of Echtge.
El 1198, els Annals dels quatre mestres informen que: 
| « | Ruaidrí, rei de Connacht i de tota Irlanda, d'anglesos i irlandesos, ha mort entre els clergues de Cong, després de penitència exemplar, victoriós sobre el món i el diable. El seu cos va ser portat a Clonmacnoise i enterrat al costat nord de l'altar de la gran església. | » |